# براين لينش
براين لينش (بالإنجليزية: Brian Lynch) هو كاتب سيناريو ومخرج وممثل أمريكي، ولد في 21 يونيو 1973 بنيوجيرسي في الولايات المتحدة.

## أعمال

### أفلام
- (2011) قطط ترتدي أحذية
- (2011) هوب[5][6]
- (2015) المينيون[7][8]
- (2016) الحياة السرية للحيوانات الأليفة
- (2019) الحياة السرية للحيوانات الأليفة 2
- (2021) المينيون: ارتقاء غرو

## وصلات خارجية
- براين لينش على موقع IMDb (الإنجليزية)
- براين لينش على موقع ألو سيني (الفرنسية)
- براين لينش على موقع أول موفي (الإنجليزية)
- براين لينش على موقع قاعدة بيانات الأفلام السويدية (السويدية)
- براين لينش على موقع قاعدة بيانات الفيلم (الإنجليزية)
- براين لينش على موقع كينوبويسك (الروسية)